# Vigilio Inama
Vigilio Inama (Trento, 2 dicembre 1835 – Milano, 12 dicembre 1912) è stato un grecista, storico ed epigrafista italiano, studioso dell'età romana e dell'antica Grecia.

## Biografia
Compì i primi studi nel ginnasio di Trento, allora parte dell'Impero Austroungarico, frequentò poi le università di Innsbruck, Praga, Monaco e Padova, dove conseguì la laurea in filologia classica. Esordì nella carriera di insegnante nel ginnasio di Trento, per passare poi a Milano nel 1860 come docente nel collegio Calchi Taeggi.
Nel 1864 fu membro attivo della Loggia Insubria di Milano, ma non si sa dove e quando fu iniziato in Massoneria. 
Nel 1866 fu parte con Garibaldi del corpo dei bersaglieri volontari alla terza guerra di indipendenza contro l'Austria. A Vezza d'Oglio guadagnò la medaglia d'argento al valor militare.
Dopo l'espulsione dei Garibaldini dal Tirolo Inama  tornò a Milano dove insegnò per cinquantadue anni letteratura greca nella regia Accademia scientifico-letteraria.

## Ambito di studi
Ammiratore dell'arte, della vita e del pensiero della Grecia antica, compose la sua grammatica greca e gli esercizi greci per uso dei ginnasi e dei licei. Pubblicò inoltre una lunga serie di manuali storici e letterari sulla storia della letteratura greca, sui lirici greci, sulla storia della filosofia classica greca e latina, sulle antichità greche, sul teatro greco e romano. Dedicò infine il suo ultimo lavoro all'Omero nell'età micenea.
Fu preside per venticinque anni dell'Accademia scientifico-letteraria e occupò a lungo le cariche di presidente e vicepresidente del reale Istituto lombardo di scienze lettere ed arti. Fu inoltre membro del consiglio superiore della pubblica istruzione e membro dell'Accademia Roveretana degli Agiati, nonché di molte altre accademie scientifiche italiane ed estere.
Dedicò i suoi studi anche alla storia trentina, in particolar modo alla sua Val di Non.